# Trevor Atkinson
Trevor Atkinson (23 tháng 11 năm 1942 – 31 tháng 10 năm 1992) là một cầu thủ bóng đá người Anh thi đấu ở vị trí wing half. Ông có hơn 200 lần ra sân ở Football League cho Darlington và Bradford Park Avenue.